# Proteasom

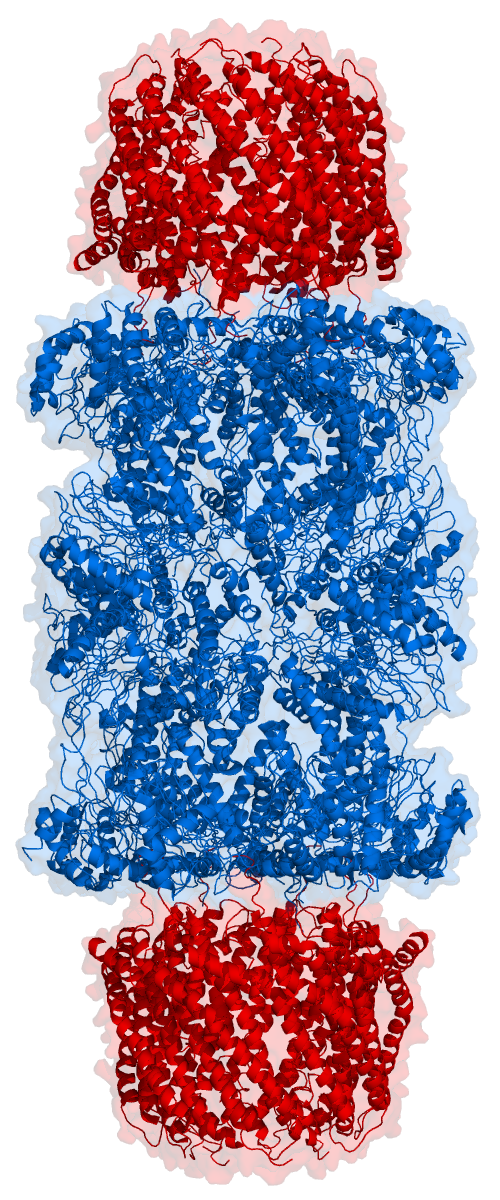
Struktura proteasomu

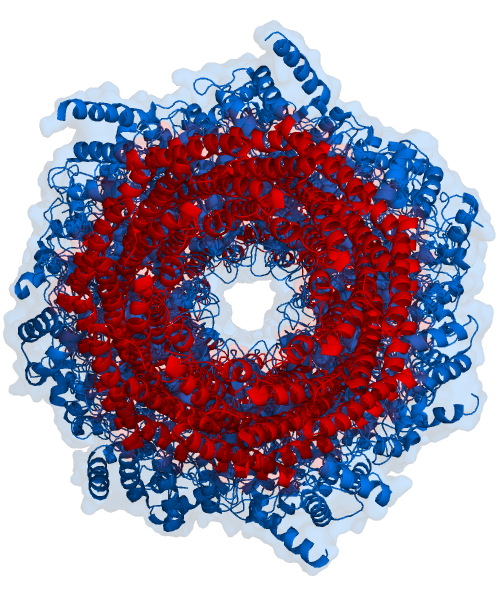
Widok od góry

Proteasom – białkowy wielkocząsteczkowy agregat enzymatyczny o masie cząsteczkowej ok. 2 MDa utworzony z białek (kilku rodzajów proteaz) tworzących kształt cylindra. Występuje u eukariota (w jądrze i w cytoplazmie), ale analogiczne struktury są także obecne u prokariota. Proteasomy w komórce skupiają się wokół centrioli, tworząc centrum proteolityczne komórki.

## Budowa
Proteasomy składają się z około 30 podjednostek peptydowych. Każdy pierścień proteasomu to kompleks siedmiu różnych białek. Po dołączeniu dwóch cząsteczek aktywatora (podstawy i pokrywy) powstaje aktywny kompleks hydrolizujący wiązania peptydowe w białku.

## Funkcja
W komórce rozkładanie białek jest równie ważne jak biosynteza nowych cząsteczek białkowych. Istnieją dwa zasadnicze, ale wykorzystywane do odmiennych celów, mechanizmy rozkładu białek: poprzez lizosomy lub proteasomy. Proteasomy są odpowiedzialne za degradację poliubikwitynowanego białka do małych peptydów, natomiast za rozkład monoubikwitynowanego białka odpowiedzialne są lizosomy lub endosomy późne.
Pełni funkcję w ubikwitynozależnej, specyficznej proteolizie białek (zwłaszcza krótko żyjących, czyli o sekwencji sygnałowej blisko N-końca), dotyczącej białek o nieprawidłowej konformacji, białek antygenowych czy niektórych aktywatorów.
W przebiegu degradacji białek przez proteasomy zużywana jest energia w postaci ATP.